# Virgem Negra

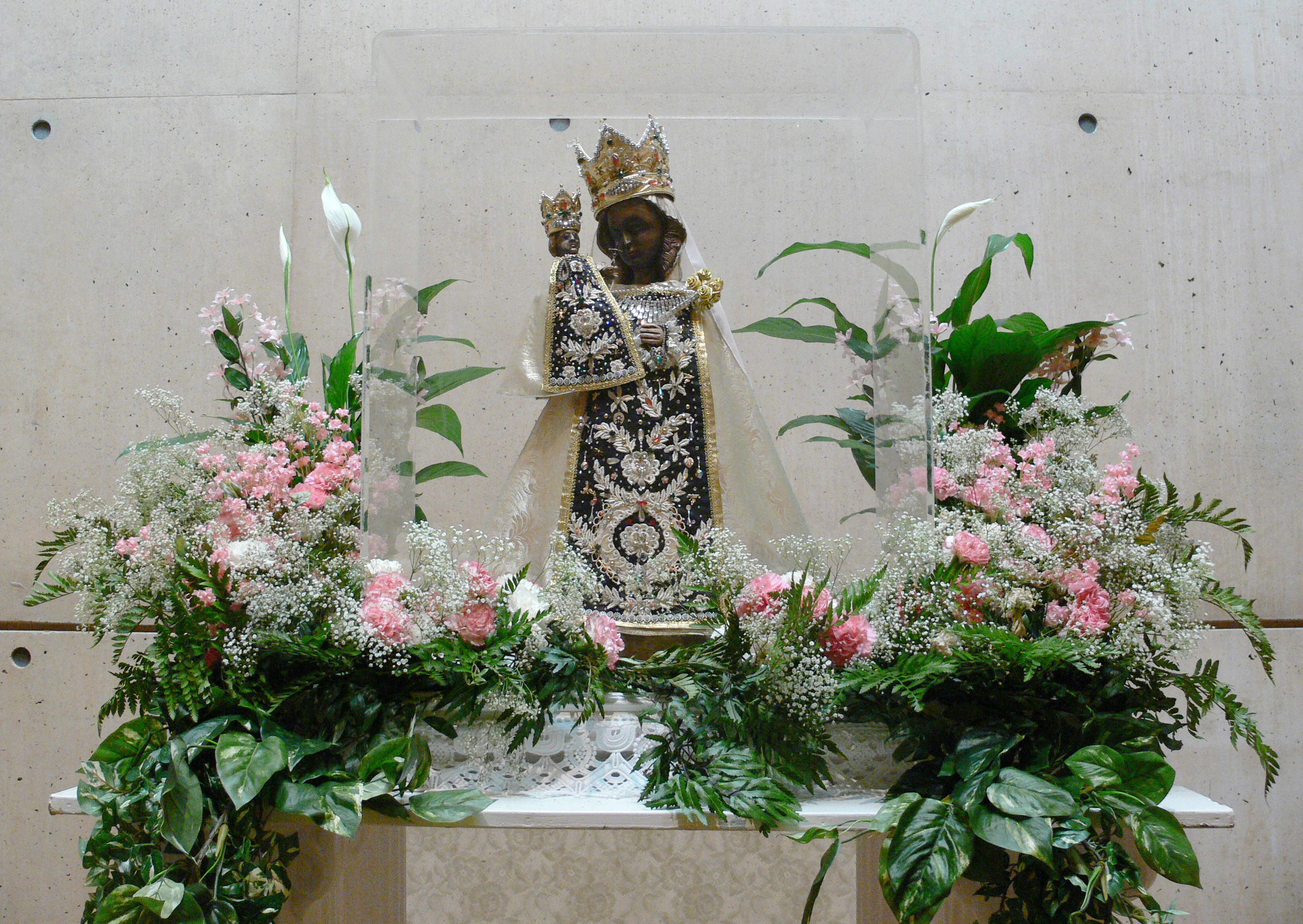
Alemanha: Nossa Senhora de Altötting

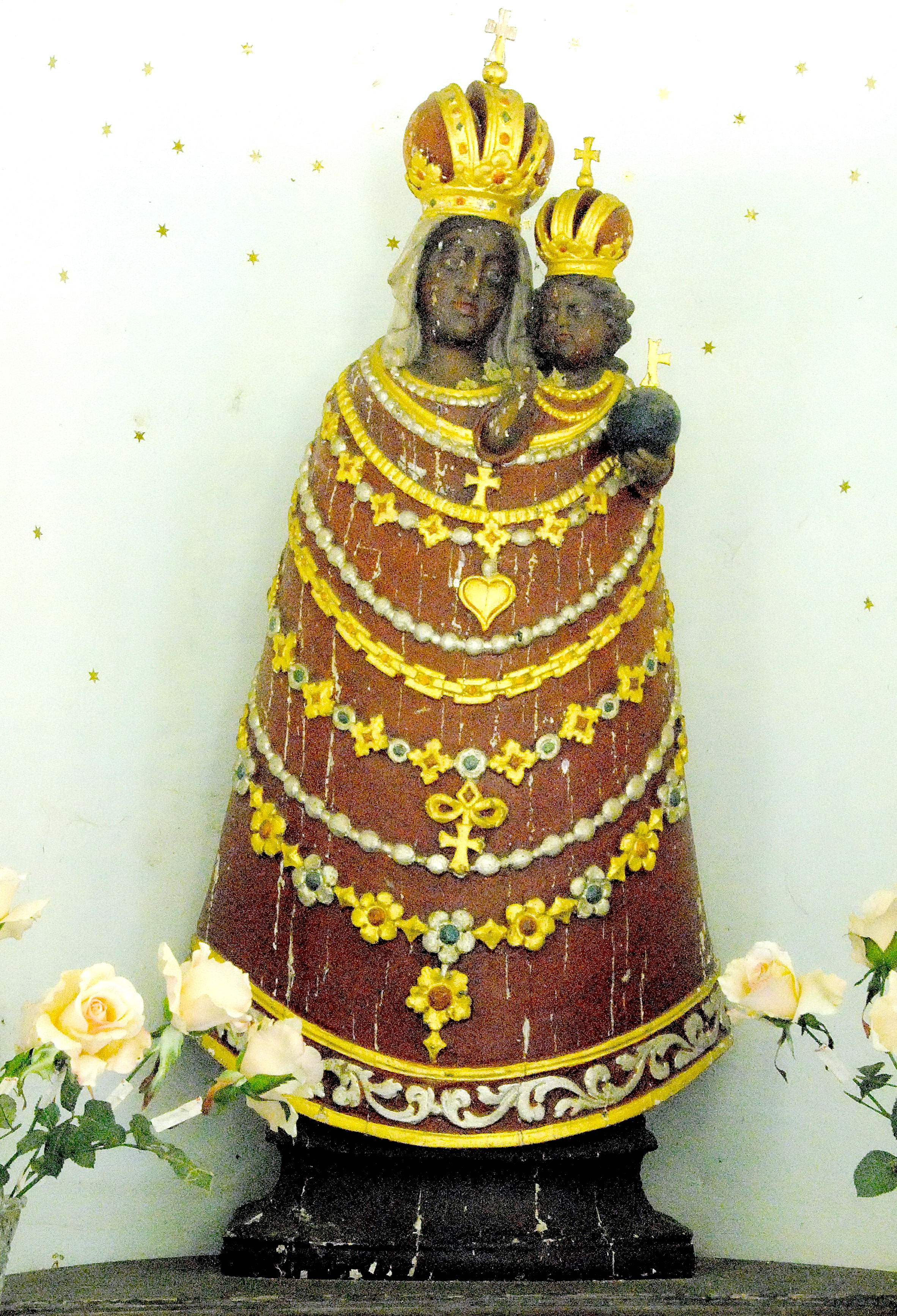
Áustria: Virgem Negra

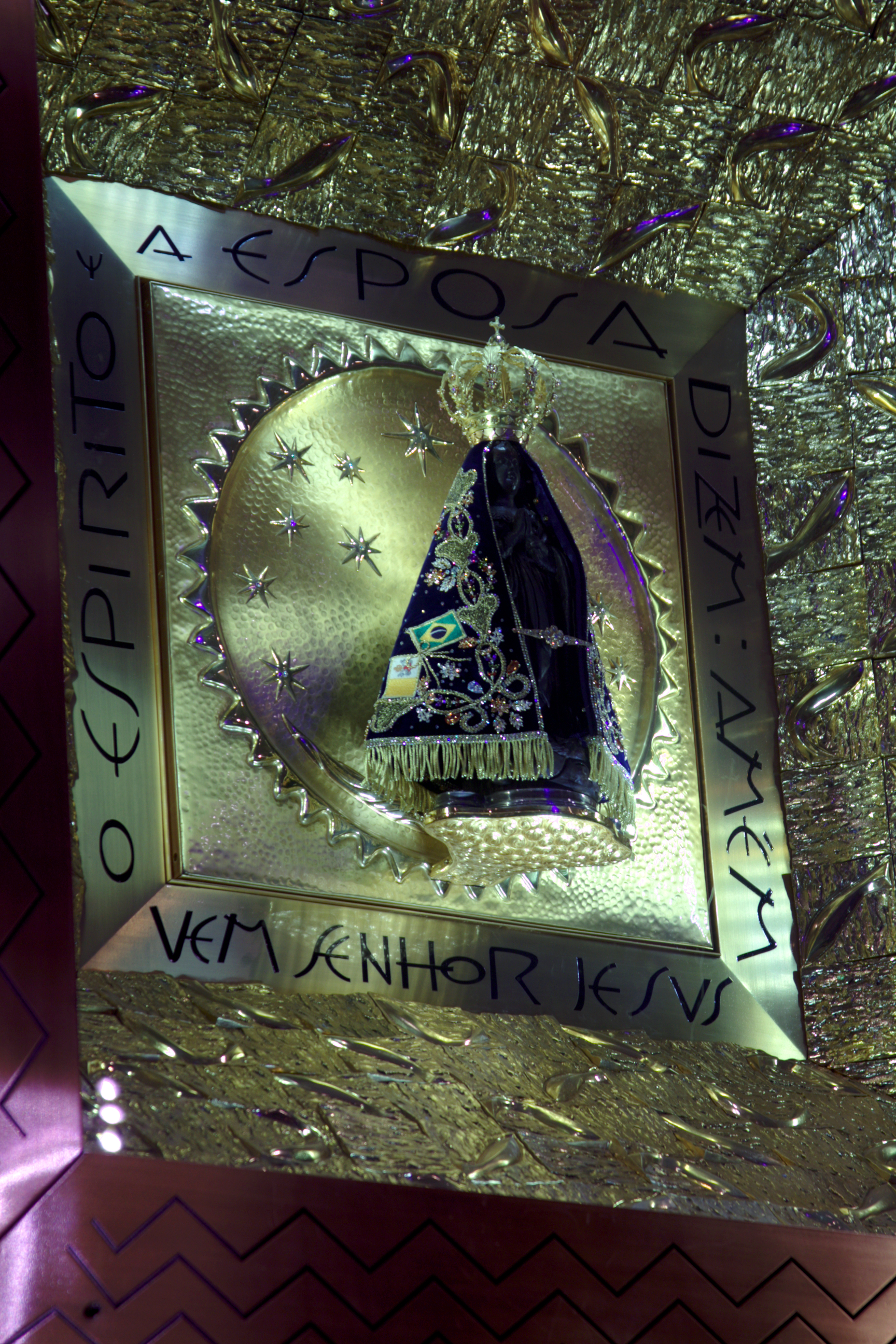
Brasil: Nossa Senhora da Conceição Aparecida

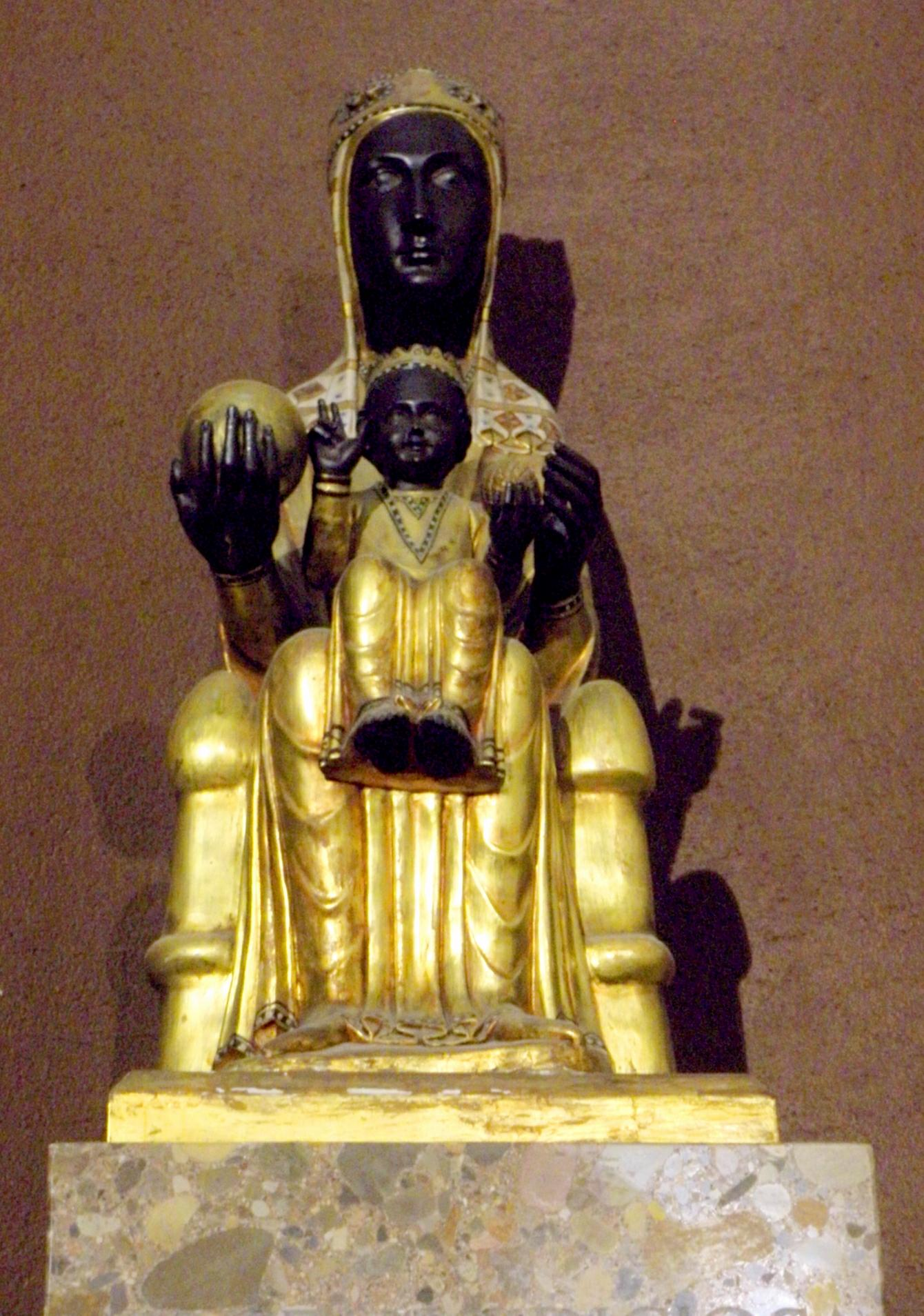
Espanha: Virgem de Montserrat

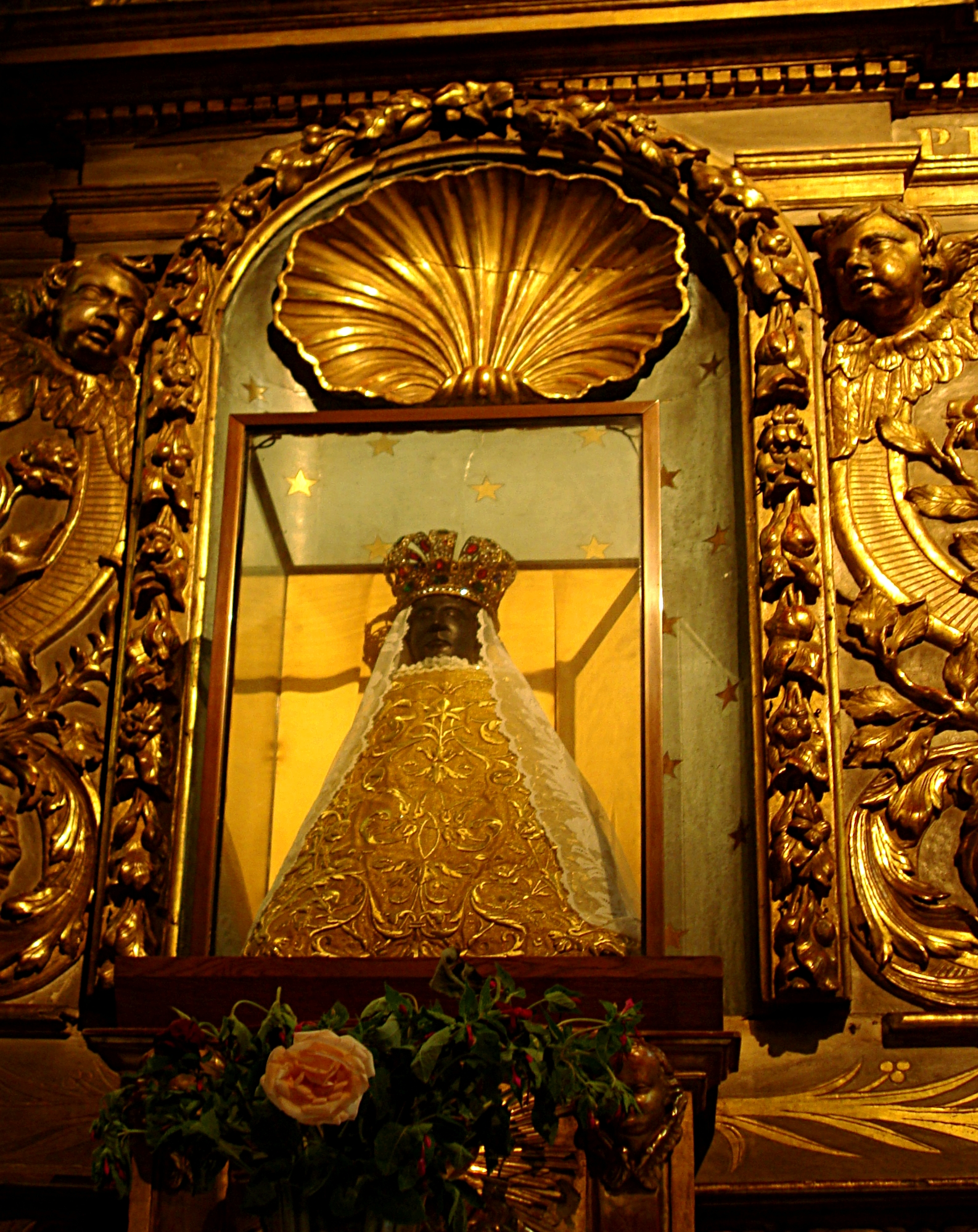
França: Virgem Negra de Mende

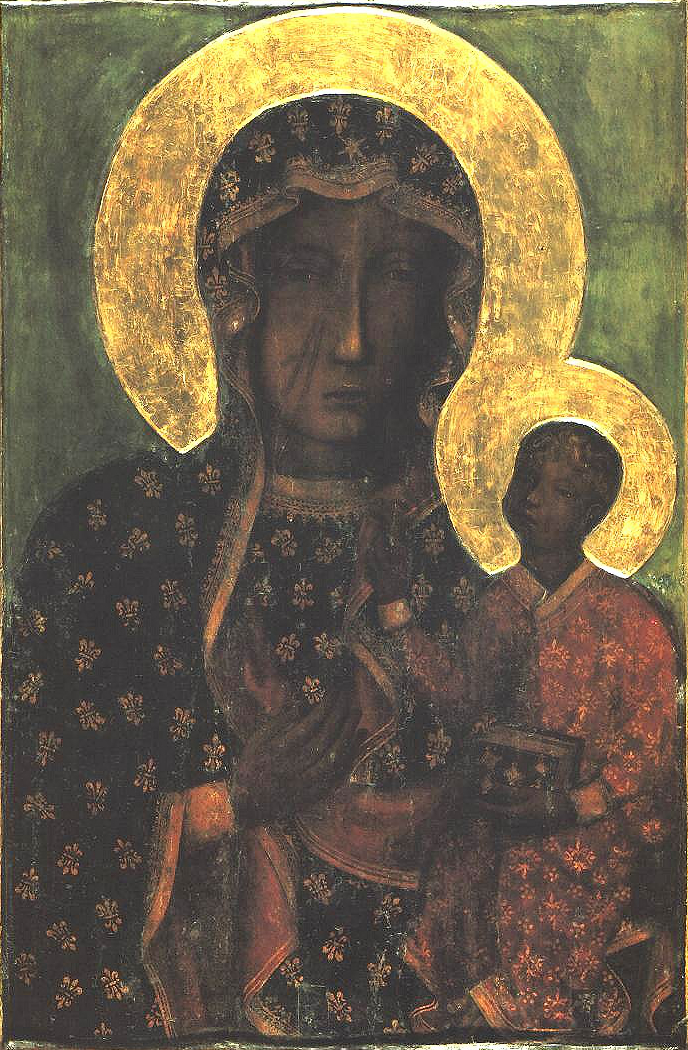
Polónia: Virgem Negra de Czestochowska

Denomina-se Virgem Negra, Madona Negra ou Virgem Maria Negra, a uma escultura ou pintura feminina, de cor escura, nas regiões de tradição cristã associadas à Maria (mãe de Jesus).
Geralmente estão associadas histórias que lhes atribuem origem mais antiga, e tanto representam a Senhora em pé como sentada num trono ou num banco, acompanhada pelo Menino Jesus. A sua popularidade prende-se à reputação de ocorrem milagres nas proximidades do local do templo, e o seu culto tornou-o, tradicionalmente, em destino de peregrinação.
Embora espalhadas por todo o mundo, a maioria dessas imagens encontram-se na Europa, onde existem cerca de 400 conservadas em igrejas e em museus. Na sua maioria remontam à Idade Média, esculpidas ou pintadas em madeira, e de pequenas dimensões.

## História
Não se pode precisar com exatidão a origem do seu culto.
Alguns estudiosos associam a cor escura destas imagens à noite ou a algum tipo de culto funerário, uma vez que muitas foram encontradas em catacumbas, sarcófagos, criptas ou grutas. As lendas que as envolvem geralmente afirmam que essas imagens foram descobertas de modo milagroso ou sobrenatural, como por exemplo:
- a Virgem de Montserrat — encontrada no interior de uma gruta descoberta após a queda de um raio sobre uma pedra que a encobria ("La Cueva Santa"); e
- Nossa Senhora da Conceição Aparecida, padroeira do Brasil — encontrada nas águas do Rio Paraíba do Sul, com o corpo separado da cabeça, partes encontradas uma após a outra.

Alguns arqueólogos e historiadores defendem que a cor escura se deve ao fumo das velas utilizados no seu culto; outros ainda acreditam que o seu culto esteja ligado à vida e à fertilidade, o que é apoiado por alguns dos nomes porque são conhecidas: Virgem da Esperança, da Vida, da Concepção (Conceição). Nesta última linha de entendimento, encontram-se aqueles que defendem a ligação destas imagens a cultos muito mais antigos, remontando à pré-históricos (associados à Deusa mãe), os cultos dos Celtas, os de Cibele, de Deméter ou de Ísis, mãe de Hórus. Esta última é muitas vezes, representada com um bebê (Hórus) nos braços ou no colo, tendo o seu culto se difundido por todo o Império Romano, associando-se, posteriormente, às imagens marianas do cristianismo. Como exemplo, cita-se a reconsagração de um antigo templo de Ísis à Virgem Maria em Soissons, na atual França, no século V. Em alguns casos o seu culto pode estar ligado ao de Maria Madalena, como por exemplo Santa Sara Kali, cultuada pelos Ciganos.
Na Europa, nos séculos XII e XIII, difunde-se o culto às Virgens Negras, associado a lendas que lhes atribuem grande antiguidade. Entre elas citam-se, na Península Ibérica os cultos à Virgem do Pilar, na Catedral de Saragoça, na Espanha, e a Nossa Senhora da Nazaré, em Portugal.

## Virgens Negras ao redor do mundo
- Alemanha: Nossa Senhora de Altötting, na Baviera
- Áustria: Mariazell
- Bélgica: Capela da Virgem Negra, Maillen em Assesse, Nossa Senhora de Flander em Tournai, dentre outras
- Brasil: Nossa Senhora Aparecida em Aparecida
- Colômbia: Virgem da Candelária
- Costa Rica: Nossa Senhora dos Anjos, La Negrita, em Cartago
- Croácia: Donji Kraljevec em Medjimurje, Marija Bistrica
- Egito: Mosteiro de Santa Catarina do Monte Sinai
- Estados Unidos: Catedral da Virgem Negra, no Missouri
- Espanha: Virgem do Pilar em Saragoça, do mosteiro de Guadalupe, de Montserrat em Barcelona, da Candelária em Tenerife, de Luc em Maiorca, de Argeme em Cória, dentre outras
- França: N. S. de Rocamadour, N. S. dos Anjos em Boulogne-sur-Mer, N. S. dos Milagres em Orléans, de São Vitor em Marselha, Virgem Negra de Toulouse, de Mende, dentre outras
- Itália: Madonna de Tindari, Madonna da Saúde em Veneza, Virgem Negra de Oropa em Biella dentre outras
- Irlanda: Nossa Senhora de Dublin
- Malta: há restos de uma Virgem Negra em Harum
- México: Nossa Senhora de Guadalupe, "La Morenita", em Cidade do México, essa Virgem não chega a ser negra, mas também não é branca, alguns atribuem seus traços a traços indígenas e outras à deusa egípcia Ísis
- Polônia: Virgem Negra de Częstochowa
- Portugal: Nossa Senhora da Nazaré em Nazaré (Portugal)
- Sérvia: Virgem Negra de Kosovo
- Suíça: Nossa Senhora da Eremita, Einsiedeln
- Trinidade e Tobago: A Divina Pastora, em Chipiona